# Ziemia stężycka

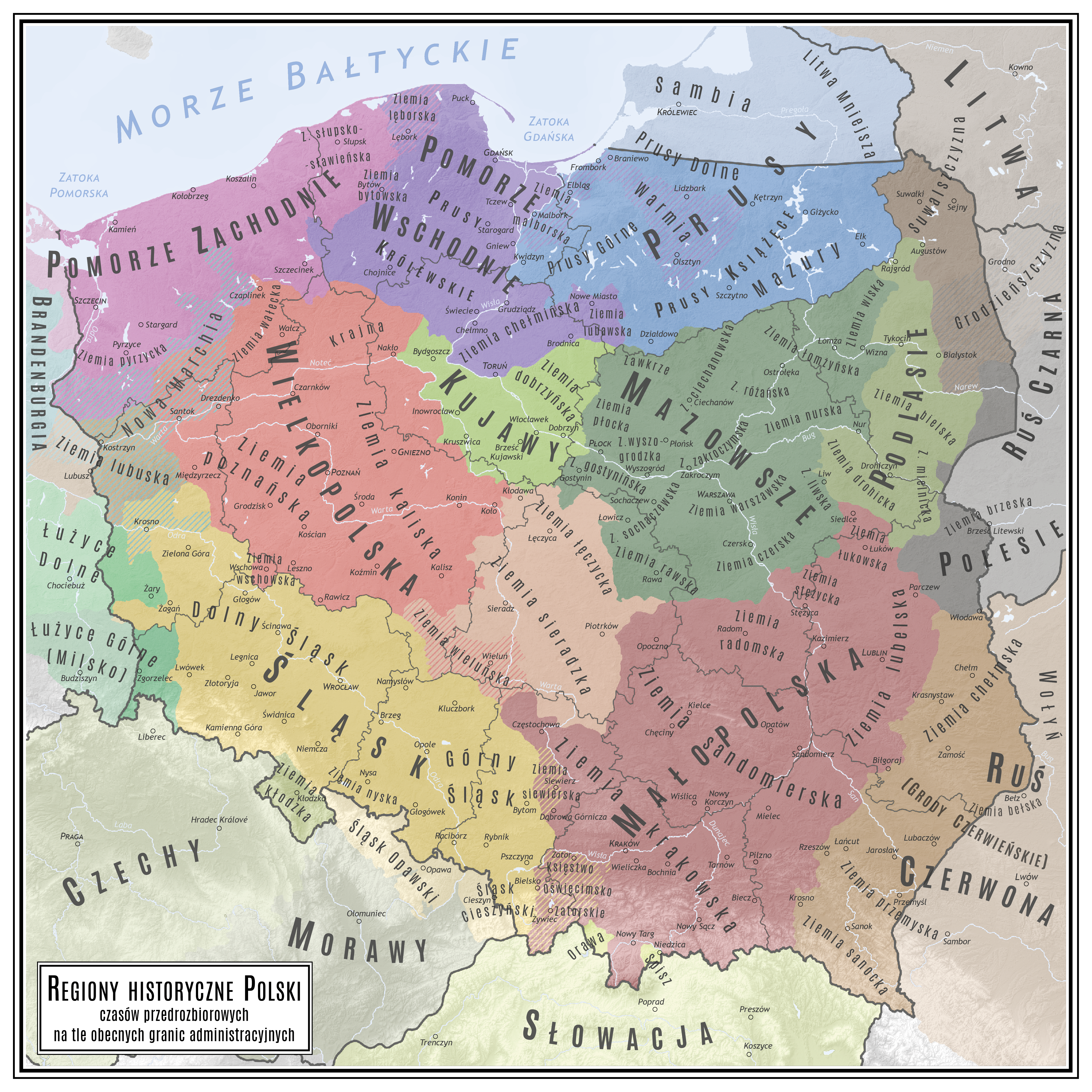
Ziemia stężycka i inne krainy historyczne Polski na tle współczesnych granic administracyjnych

Ziemia stężycka – jednostka terytorialna I Rzeczypospolitej w województwie sandomierskim w Małopolsce.

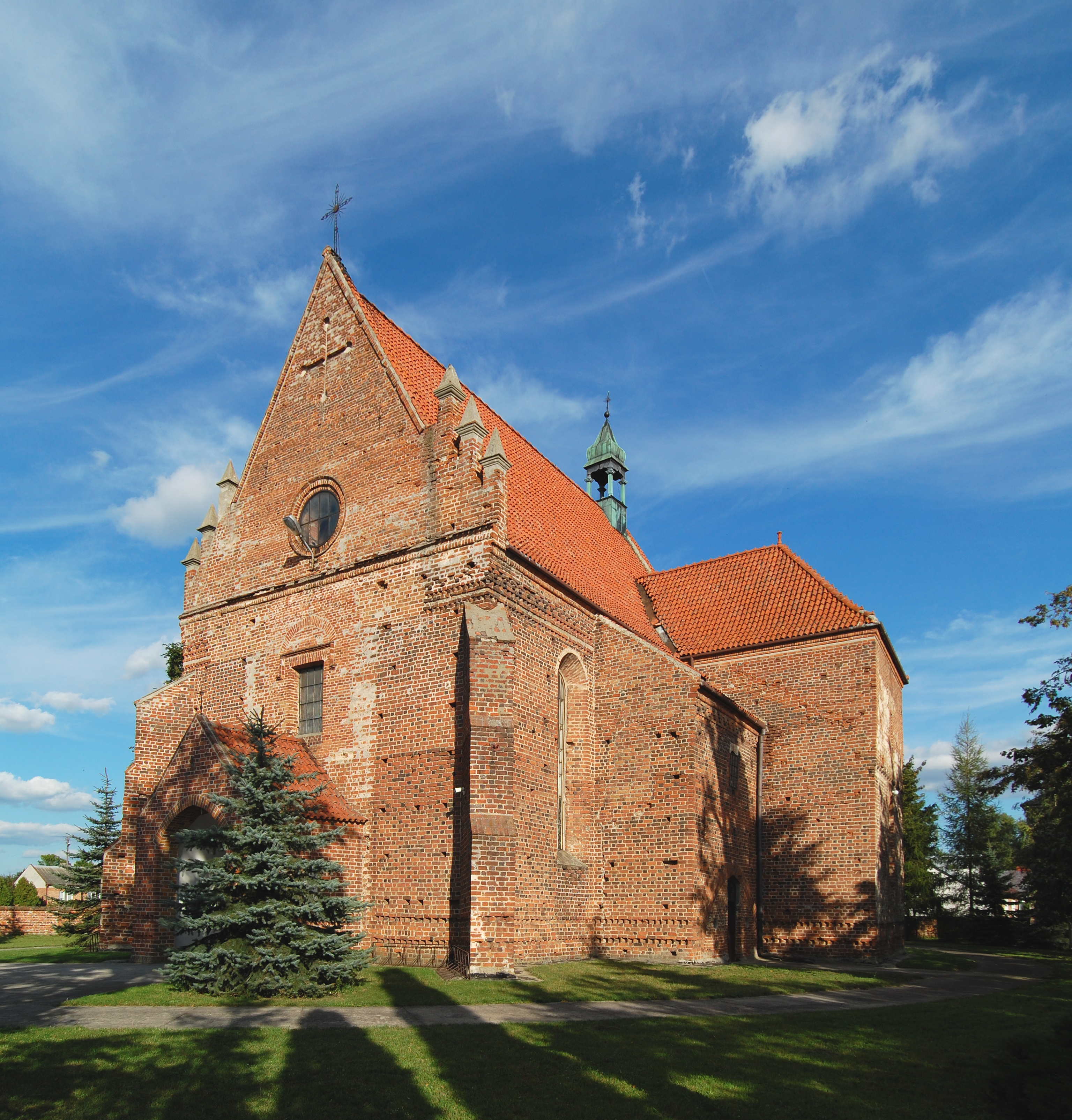
Kościół św. Marcina w Stężycy

## Historia

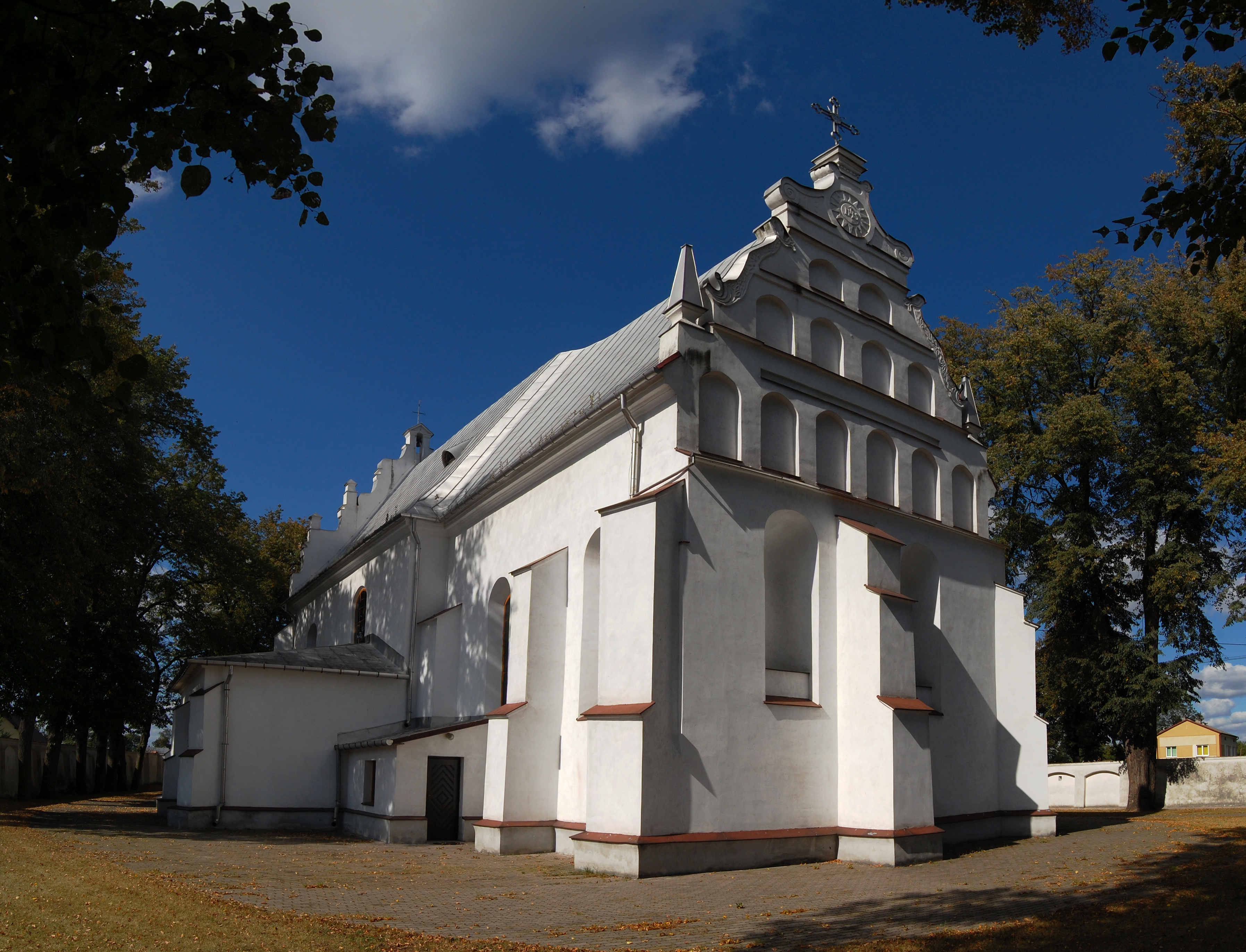
Bobrowniki - kościół

Do schyłku XVI w. obszar ten, nazywany alternatywnie łac. terra (ziemia) lub districtus (powiat), należał do ziemi radomskiej. Od początku XVII w. do schyłku I Rzeczypospolitej określany był on w źródłach oficjalnych (konstytucje, lauda sejmikowe), jako ziemia stężycka. Nie oznaczało to jednak, aby łac. terra Stenzicensis nabyła w ramach woj. sandomierskiego uprawnień polityczno-administracyjnych. Nazywano ją ziemią stężycką ze względu na jej peryferyjne położenie geograficzne (za Wisłą i Wieprzem) w stosunku do województwa sandomierskiego.
Ziemia stężycka powstała jako samodzielna jednostka administracyjna w 1568. Stolica regionu znajdowała się w Stężycy. Składała się ona z jednego powiatu stężyckiego. Granice przebiegały na południu wzdłuż biegu Wieprza, na wschodzie region graniczył z ziemią łukowską, na północy z ziemią czerską (Mazowsze), a na zachodzie granicę stanowiła Wisła, która biegnąc wówczas inaczej, pozostawiła po jej prawym brzegu kilka wsi w okolicy Sieciechowa i Kozienic. Obszar ziemi stężyckiej wykraczał na południe od ujścia Wieprza do Wisły i obejmował tereny wokół ówczesnego miasta Gołąb, aż po tereny dzisiejszych Puław. Ziemia stężycka posiadała starostwo grodowe i sąd ziemski (jeden z trzech w całym w województwie). W 1793 region został włączony do woj. lubelskiego.

## Obszar
Ziemia stężycka obejmowała obszar obecnego powiatu ryckiego, południowej części powiatu garwolińskiego i południowo-zachodnie tereny powiatu łukowskiego.
Ówczesne miasta (współczesne czcionką pogrubioną): Stężyca, Adamów, Bobrowniki, Drążgów, Kochów, Łaskarzew, Łysobyki, Maciejowice, Ryki, Żelechów, Gończyce, Przytoczno, Nowodwór, Wojcieszków i Gołąb. Dęblin uzyskał prawa miejskie w 1954 i jest obecnie największym miastem w regionie.
W ziemi stężyckiej leżą następujące miasta:
| Lp. | Miasto      | Populacja | Województwo |
| --- | ----------- | --------- | ----------- |
| 1.  | Dęblin      | 14 330    | lubelskie   |
| 2.  | Ryki        | 9098      | lubelskie   |
| 3.  | Łaskarzew   | 4504      | mazowieckie |
| 4.  | Żelechów    | 3759      | mazowieckie |
| 5.  | Maciejowice | 1410      | mazowieckie |